# آنتونیو ماسکارنهاس مونتیرو

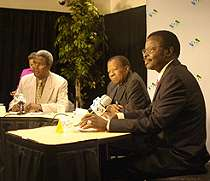

آنتونیو ماسکارنهاس مونتیرو (انگلیسی: António Mascarenhas Monteiro؛ زادهٔ ۱۶ فوریهٔ ۱۹۴۴ – درگذشته ۱۶ سپتامبر ۲۰۱۶) یک سیاست‌مدار اهل کیپ ورد بود.